# Рис Видерспун
Лора Џин Рис Видерспун (енгл. Laura Jeanne Reese Witherspoon; Њу Орлеанс, 22. март 1976) америчка је глумица и филмски продуцент.
Рођена је 22. марта 1976. године у Њу Орлеансу (САД). Године 1998. играла је у три високобуџетна филма: „Достава преко ноћи“, „Плезентвил“ и „Сумрак“. Следеће године је за улогу у филму „Избор“, који је побрао позитивне критике, била номинована за Златни глобус. Улога Ел Вудс у филму „Правна плавуша“ представљала је прекретницу у њеној глумачкој каријери, јер је овај филм био један од најгледанијих у биоскопима широм света током 2001. године.
Уследила је главна улога у филму „Алабама, слатки доме“, који је постигао велик финансијски успех. Годину дана касније била је извршни продуцент филма „Правна плавуша 2“ у којем је играла и главну улогу. Године 2005. побрала је критичарске похвале играјући лик Џун Картер Кеш у филму „Ход по ивици“, за који је освојила Оскар, Златни глобус, БАФТА награду и награду Удружења филмских глумаца за најбољу глумицу у главној улози.
Године 1999. удала се за глумца Рајана Филипија са којим је играла у филму „Окрутне намере“. Имају двоје деце: кћерку Ејву и сина Дикона. Растали су се 2006. а званично су се развели у октобру 2007. Видерспунова је власник продуцентске куће Type A Films. Активна је у организацијама које се боре за права и заштиту жена и деце. Председник је извршног одбора Фонда за заштиту деце, а такође је и глобални амбасадор компаније Авон. Године 2007. изабрана је за почасног председника Авон фондације.

## Детињство, младост и образовање
Рис Видерспун је рођена 22. марта 1976. године у Њу Орлеансу у америчкој савезној држави Луизијани. Њен отац, Џон Видерспун, пореклом из Џорџије, завршио је медицину на Универзитету Тулејн и специјализовао је оториноларингологију. Неколико године је као поручник провео у америчкој војсци. Мајка Бети (девојачко презиме Рис) је педијатар, а пореклом је из Тенесија. Предавала је на Универзитету Вондербилт. Сматрало се да Видерспунови води порекло од Џона Видерспуна, шкотског држављанина, шестог председника Универзитета Принстон и једног од потписника Декларације независности Сједињених Америчких Држава. Ове тврдње, међутим, никада нису званично потврђене . Рис Видерспун је неколико година раног детињства провела у немачком граду Висбадену, где је њен отац служио као поручник у америчкој војсци. Након повратка у Сједињене Америчке Државе, Видерспунова је детињство провела у Нешвилу.
Видерспунова је са само седам година изабрана за заштитно лице неколико цвећарница, а рекламе у којима се она појављивала биле су веома популарне, па је убрзо одлучила да похађа часове глуме. У школи је била одликаш, волела је да чита, а себе је сматрала „великом бубалицом, која чита врло много књига“. Присећајући се своје љубави према књигама, једном је приликом изјавила: „Просто полудим када уђем у продавницу књига. Срце почиње нагло да ми лупа и ја желим да купим све књиге“. Матурирала је у средњој школи за девојке „Харпет Хал“ у Нешвилу. Уписала је студије енглеског језика и књижевности на Универзитету Станфорд, али је након положене прве године напустила факултет и потпуно се посветила глумачкој каријери.
Поносна је на то што је васпитавана на „строги, јужњачки начин“, што јој је омогућило да развије „потпун осећај за породицу и традицију“, да поштује осећања других људи, да буде љубазна, одговорна, али увек у потпуности свесна свега што јој се догађа у животу. Била је успешна на свим пољима, тако да су јој родитељи у шали дали надимак Little Miss Type A (срп. Госпођица одликашица).  Осврћући се на успехе на почетку глумачке каријере, једном приликом је у часопису „Интервју“: изјавила: „Ја не сматрам да су моји успеси посебни и веома важни. Разлог можда лежи у мом настојању да сваки успех сагледам из више углова и да увек останем прибрана. Расла сам у окружењу у којем су жене постизале изузетне успехе. Уколико им није било дозвољено да то постигну, оштро су се супротстављале друштву које их је у томе спречавало“.

## Глумачка каријера

### 1991—1998: Глумачки почеци
Године 1991. учествовала на аудицији за филм „Човек на месецу“, надајући се да ће добити једну од споредних улога. На њено велико изненађење, добила је улогу главне јунакиње, Дени Трант, четрнаестогодишње девојке са села која се по први пут у свом животу заљубљује и то у свог седамнаестогодишњег суседа. Часопис Варајети оценио је њен наступ „веома упечатљивим“, а филмски критичар Роџер Иберт истакао је да „њен први пољубац у филму представља једну од најбољих кратких сцена које је он икада видео“. За улогу у овом филму номинована је за награду „Најбољи млади уметник“, коју додељује Удружење филмских глумаца Сједињених Америчких Држава. Крајем 1990. године глумила је и у филму „Дивљи цвет“ у режији Дајане Китон у коме је једну од главних улога играла Патриша Аркет. Две године касније, појавила се у филму Desperate Choices: To Save My Child, у коме је играла лик оболеле девојке. Године 1993. први пут наступа на телевизији и то у серији „Повратак усамљене голубице“, а затим је добила главну улогу у Дизнијевом филму A Farr Off Place, у коме је играла лик Нони Паркер, девојке из Јужноафричке републике која мора да препешачи 1.250 миља (2.000 километара) кроз пустињу Калахари. Исте године имала је споредну улогу у филму Медвед Џек. Године 1994. наступила је у главној улози у филму S.F.W., који је режирао Џефри Ливи.
Године 1998. добила је понуде за снимање два високобуџетна филма. Најпре је са Марком Волбергом и Алисом Милано играла у филму „Страх“ у којем је тумачила улогу Никол Вокер, тинејџерке која је у љубавној вези са згодним момком за којег ће се касније испоставити да је насилни психопата. Потом је играла главну улогу улогу у филму „Ауто-пут“, а партнери су јој били Кифер Садерланд и Брук Шилдс. Њен лик, Ванеса Луц, сиромашна је девојка која, путујући до своје баке у Стоктон, наилази на серијског убицу. Филм је побрао бројне позитивне критике. Међу њима се посебно истицала критика Мика Ласала, новинара часописа „Сан Франциско кроникл“, у којој се наводи да је „Видерспунова, која је у филму говорила оштрим тексашким акцентом, била напросто задивљујућа и убедљива у захтевним сценама које су се низале једна за другом“. За улогу у овом филму освојила је награду за најбољу глумицу на филмском фестивалу у француском граду Коњаку, а већина критичара је тврдила да је Видерспунова „звезда у успону“.
Снимајући овај филм, Видерспунова је стекла знатно глумачко искуство. Осврћући се на ову тему, једном је приликом изјавила: „Када сам прескочила све препреке које је носио овај филм, који ме је у више наврата преплашио на смрт, осећала сам да могу да се окушам у било чему“. Након филма „Ауто-пут“, одлучила је да се на годину дана повуче из филмске индустрије. У то време је започела и љубавну везу са глумцем Рајаном Филипијем. Године 1998. уследиле су улоге у три високобуџетна филма: „Достава преко ноћи“, „Плезентвил“ и „Сумрак“. У филму „Плезентвил“, у коме је играла заједно са Тобијем Магвајером, играла је младу и амбициозну Џенифер чији су основни циљеви у животу популарност и љубавне везе. За улогу у овом филму добила је веома позитивне критике, као и награду за најбољи дебитантски наступ коју јој је доделило Удружења филмских глумаца Сједињених Америчких Држава. Редитељ Гари Рос је тада изјавио да ће „у будућности Видерспун бити права глумачка звезда“.

### 1999—2000: Први успеси и похвале критике
Године 1999. играла је у филму Best Laid Plans заједно са Алесандром Ниволом. Глумила је Лису, девојку која започиње љубавну везу са Ником како би избегла одлазак у мали, забачени град. Исте године је са Саром Мишел Гелар и Рајаном Филипијем играла у филму „Окрутне намере“, адаптацији истоименог француског романа из осамнаестог века. Часопис „Сан Франциско кроникл“ је њено тумачење Лика Анет Харгрув оценио као изузетно: „Видерспун се веома добро снашла у тој мањој улози, а када је било потребно да ђаволским гримасама учини сцену необичном, она је и то успевала да уради“. Случајно или не, нашла се и у музичком споту објављеном на компилацији са музиком из филма.
Са Метјуом Бродериком је 1999. снимила филм „Избор“, који је режирао Том Перота. Тумачила је улогу Трејси Клик, веома амбициозне ученице која се кандидује за председницу ученичког савета. За улогу у овом филму добила је награду за најбољу глумицу коју додељује Национални савет филмских критичара и Удружење филмских критичара на интернету, а такође је номинована и за Златни глобус. Часопис „Премијер“ је њену улогу у овом филму уврстио у листу 100 најбољих филмских остварења свих времена. Оскаром награђивани редитељ Александер Пејн похвалио је Рис Видерспун речима: „Она поседује квалитет који привлачи мушкарце, док жене желе да буду њени пријатељи. Али, то је само почетак. Нико није толико забаван и нико не поседује такав шарм као она. Она може да уради једноставно све.“
Упркос свим овим успесима у једном је интервјуу навела да „након учествовања у филму „Избор“ никако није успевала да пронађе нови ангажман“. А једном је приликом прокоментарисала: „Милим да је један од разлога што нисам добијала улоге у филмовима и тај што сам у последњем филму играла горопадну особу, са веома чудним карактером, а гледаоци су тај лик поистоветили са мојом личношћу. Ја сам се стално појављивала на аудицијама, али сам увек била други избор редитеља“.
Године 2000. играла је споредне улоге у филму „Амерички психо“ и у шестој сезони америчке телевизијске серије „Пријатељи“, играјући лик Џин Грин. Следеће године позајмила је глас лику Серене у анимираном филму „Сванова труба“.

### 2001—2004: Светска слава
Година 2001. представљала је прекретницу у њеној каријери. Те године је играла главну улогу у филму „Правна плавуша“, тумачећи лик Ел Вудс, власнице модне куће, која одлучује да студира права на Универзитету Харвард како би стално била уз бившег дечка. Говорећи о улози у овом филму, једном је приликом изјавила: „Када сам прочитала сценарио увидела сам да је Ел Вудс веома богата девојка са Беверли Хилса која има савршеног дечка али ипак прекида с њим. Ко за то мари? Ја је и даље мрзим“. Целокупна филмска екипа је, према њеним речима, настојала да лик Ел Вудс учини таквим да публика не може да га мрзи. Филм „Правна плавуша“ је постигао изванредан финансијски успех, остваривши приход од 96 милиона долара током прве недеље приказивања у биоскопима широм Сједињених Америчких Држава. Улогом у овом филму Видерспунова је побрала искључиво позитивне критике, а новинари су се према њој односили као према „новој Мег Рајан“. Критичар Роџер Иберт је истакао: „Видерспун је својим шармом врло лако учинила сценарио уверљивим“. Интернет часопис Salon.com посебно је истакао да је „Видерспунова на убедљив начин одсликала лепоту лика Ел Вудс“. За улогу у овом филму била је номинована за Златни глобус у категорији најбоље глумице, као и за МТВ филмску награду.
Након улоге у том филму, следиле су још неке успешне улоге. Године 2002. позајмила је глас лику Грете Вулфкасл у једној епизоди анимиране серије „Симпсонови“. Исте године играла је лик Сесили у филму „Важно је звати се Ернест“, адаптацији истоименог романа ирског писца Оскара Вајлда. Следећи филм је био „Алабама, слатки доме“, који је режирао Енди Тенант. У овом филму, у коме су између осталих играли и Џош Лукас и Патрик Демпси, Видерспунова је тумачила лик Мелани Кармајкл, младе модне креаторке која намерава да се уда за њујоршког политичара, али најпре мора да се врати у родну Алабаму како би се развела од супруга са којим није била у контакту шест година. Улогу у овом филму описала је као „веома личну“ јер је подсећала на период када је морала да се из Нешвила пресели у Лос Анђелес. Од свих филмова које је у целој глумачкој каријери снимила Рис Видерспун, филм „Алабама, слатки доме“ је постигао најбољи финансијски успех остваривши приход од 35 милиона долара током прве недеље приказивања у Сједињеним Америчким Државама, док је укупан приход износио нешто више од 127 милиона долара. Упркос великом финансијском успеху овај филм је побрао углавном негативне критике. Већина филмских критичара је ову комедију оценила као „бесмислену, досадну и предвидиву“, сложивши се у мишљењу да је Рис Видерспун „била једини фактор који је допринео да велик број гледалаца погледа овај филм у биоскопима“. Часопис Кристијан сајенс монитор закључио је да Видерспун „није била главна, него једина атракција филма“.
Године 2003. снимила је филм „Правна плавуша 2: Црвена, Бела и Плава“, наставак Правне плавуше, њеног најуспешнијег филма. У филму је Ел Вудс дипломирала права на Харварду и ангажује се у борби против фармацеутских компанија и компанија које се баве производњом козметичких производа како би спречила да ове компаније користе животиње у истраживачке сврхе. Међутим, овај филм није ни приближно остварио финансијски успех као први, а такође је добио много негативних критика. Часопис Ју-Ес-Еј тудеј сматрао је овај филм „нимало смешним, помало досадним и ни приближно успешним као претходни“. У истом часопису је истакнуто да је „Рис Видерспун ипак уложила велик напор да одличном глумом учини не баш најбољи сценарио мало уверљивијим“. Интернет часопис Salon.com истакао је да је „овај филм поништио свет позитивне емоције од гледања првог филма“. Упркос бројним лошим критикама, филм је зарадио 39 милиона долара током првих пет дана приказивања у Сједињеним Америчким Државама, док је укупни приход износио нешто више од 90 милиона долара. За улогу у овом филму Видерспунова је добила хонорар од 15 милиона долара, па је тако постала једна од најплаћенијих холивудских глумица од 2002. до данас.
Године 2004. снимила је филм Вашар таштине редитељке Мире Наир, адаптацију истоименог романа Вилијама Текерија из средине деветнаестог века. Играла је лик Беки Шарп, особе која је након сиромашног детињства израсла у веома амбициозну жену која на све начине покушава да учврсти своју позицију у друштву. Током снимања овог филма Видерспунова је била трудна, тако да су костимографи морали да пажљиво бирају костиме како би прикрили трудноћу. Трудноћа се није одразила на глумачке способности Видерспунове која је изјавила да је трудноћа „само још више истакла најважније особине њеног лика“. „Ја волим тај сјај и пуноћу коју трудноћа са собом носи“, изјавила је за време снимања филма. Филм и Видерспунова добили су мноштво позитивних критика. У часопису Лос Анђелес тајмс истакнуто је да „је подела улога коју је редитељка Мира Наир направила просто величанствена. Рис је, добивши ову сочну улогу, свом лику додала извесну дозу полета и непослушности“. У истом магазину је такође закључено да је „улога Беки Шарп управо она за коју је Рис Видерспун рођена“.

### 2005—данас: „Ход по ивици“ и остали филмови
Године 2004. снимила је романтичну комедију „Баш као у рају“ у којој је главну мушку улогу играо Марк Рафало. Играла је лик Елизабет Мастерсон, младе докторке која након тешке саобраћајне несреће пада у кому, а њен дух се враћа у њен стари стан и тамо проналази нову љубав.
Нешто раније исте године, у филму „Ход по ивици“ Видерспунова глуми Џун Картер Кеш, другу по реду супругу чувеног кантри музичара Џонија Кеша. Видерспунова никада није имала прилику да упозна Џун Картер Кеш која је умрла баш у време снимања филма „Вашар таштине“. Ова улога је била велики изазов за Видерспунову јер је пред великим бројем гледалаца морала да отпева неколико песама уживо. Када је сазнала да ће у филму морати да наступа уживо, Видерспунова се толико преплашила да је наложила менаџеру да раскине уговор о снимању филма. „То је био најизазовнији део моје улоге“, присећала се касније Видерспунова. „Ја се никада раније нисам професионално бавила певањем“. За ту улогу Видерспунова је шест месеци ишла на часове певања. Тумачење лика Џун Картер Кеш донело је Видерспуновој прегршт похвалних критика, а критичар Роџер Иберт је истакао да је „њена улога подарила безграничну енергију овом филму“.
Та улога донела је Видерспуновој многе значајне награде као што су Оскар, Златни глобус, БАФТА награду и награду Удружења филмских глумаца. Упркос бројним позитивним критикама, Видерспунова и Хоакин Финикс, њен партнер из филма освојили су само CMT музичку награду за заједнички видео-снимак године. Видерспун је на следећи начин изразила своју наклоност према овом филму: „Највише ми се свиђа то што је филм потпуно реалистичан и што приказује стваран брак, једну стварну љубавну везу у којој многе ствари нису могле јавно да се изговоре“. Говорила је и о лику и делу Џун Картер Кеш, истичући да је она била жена која је била испред свог времена: „Оно што задивљује код Џун Картер Кеш је чињеница да је она потпуно нормално говорила и радила оно што је 50-их година двадесетог века било потпуно забрањено. У то време није било прихватљиво да се жена два пута удаје и два пута разведе, да има двоје деце са два различита супруга и да путује у аутомобилу пуном музичара. Она није желела да се повинује тадашњим друштвеним нормама па је због тога многи сматрају најмодернијом женом тог периода“.
Прва улога након освојеног Оскара била јој је у филму „Пенелопа“, у којем је наступила са Кристином Ричи. Играла је лик Ени, најбоље Пенелопине другарице, девојке коју у породици нико не поштује. Филм је продуцирала њена продуцентска кућа Type A Films, а премијера филма била је на међународном филмском фестивалу у Торонту, 2006. године. Филм је, након два одлагања, званично у продаји од фебруара 2008.
У новембру 2006. Видерспунова је глумила у политичком трилеру „Прогањање“. Партнери су јој били Мерил Стрип, Алан Аркин, Питер Сарсгард и Џејк Џиленхол. У филму тумачи лик Изабеле ел Ибрахими, супруга човека који је осумњичен за тероризам. Филм „Прогањање“, који је имао премијеру 2007, био је први филм Рис Видерспун након двогодишње паузе. Критике филма су биле претежно негативне, а према оценама гледалаца, представљао је највеће разочарење филмског фестивала у Торонту 2007. И наступ Рис Видерспун је негативно оцењен: „Лик који глуми Рис Видерспун у овом филму потпуно је беживотан“. У часопису „Ју-Ес-Еј Тудеј“ истакнуто је да „Видерспунова у своје улоге обично убризгава додатну дозу енергије и ентузијазма, али овога пута тога није били или се то на филму напросто није видело“. У децембру 2007. Видерспунова је започела снимање породичне комедије „Четири Божића“, филма у коме брачни пар иде у божићну посету разведеним родитељима на разним крајевима света. Главну мушку улогу у овом филму играо је Винс Вон. Филм је у биоскопима први пут приказан у новембру 2008. и добро је прошао на благајнама остваривши приход од 120 милиона долара.

## Остали пројекти
Рис Видерспун је власница продуцентске куће Type A Films. Медији су у почетку сматрали да назив продуцентске куће потиче од надимка који је Видерспун добила као мала — „мала госпођица одликашица“ (енгл. Little Miss Type A), али их је Видерспун убрзо демантовала: „Многи мисле да сам продуцентску кућу назвала по мом надимку из детињства. Ја сам заправо хтела да се нашалим са мојом породицом, јер сам као мала, са само шест година, била толико радознала да сам знала која је разлика између особа које имају крвну групу А и крвну групу Б. Продуцентска кућа је само због тога добила овакав назив. Могу само да замислим шта би било да сам продуцентској кући дала име „Храна за псе“ или „Свињетина“. Последице ваших непромишљених потеза прате вас цео живот“.
Дугогодишњи је члан међународне невладине организације „Спасимо децу“ која се брине о здрављу и образовању деце из сиромашних подручја. Такође је и председник Фонда за заштиту деце, организације која се бави заштитом права деце. Године 2006. Видерспунова је, заједно са групом глумаца, била једна од првих јавних личности из Сједињених Америчких Држава која је посетила Њу Орлеанс, након што је ураган Катрина опустошио овај град. Том приликом отворила је „Школу слободе“ у Њу Орлеансу. Касније је у једном интервјуу истакла да је то било искуство које ће јој заувек остати у сећању.
Године 2007. потписала је уговор са компанијом Авон и постала службени промотер свих „Авонових“ козметичких производа. Такође је и председник добротворне „Авон фондације“ која се бави истраживањима везаним за рак дојке, као и на помагању женама које су биле жртве насиља у породици. Видерспунова учествује и у креирању нових производа, а често се појављује и у рекламама за „Авонове“ производе. Објашњавајући зашто се придружила „Авон фондацији“, Видерспунова је истакла: „Као жена и као мајка много бринем о здрављу свих других жена и све остале деце и трудим се да им на било који начин помогнем да им живот буде лепши и лакши“.

## Појављивање у медијима
Након успеха филма „Правна плавуша“, Видерспунова је 29. септембра 2001. била водитељ емисије Saturday Night Live. Године 2005. заузела је пето место на листи од „100 најуспешнијих младих холивудских глумаца“ у избору тинејџерског издања часописа „Пипл“. Године 2006. нашла се на листи од „100 најутицајнијих људи у свету“ у избору часописа „Тајм“. Исте године, часопис за мушкарце FHM уврстио је Видерспунову на листу од „100 најлепших жена на свету“. Два пута се нашла на листи „100 најуспешнијих људи“ часописа „Форбс“: 2006. на 75. месту, а 2007. на 80. месту. Часопис „Форбс“ је такође уврстио Видерспунова међу „10 јавних личности којима се највише може веровати“.
Године 2006. часопис „Стар“ је објавио чланак у коме се наводи да је Рис Видерспун трудна и да очекује треће дете. Убрзо након тога, Видерспунова је поднела тужбу против компаније у чијем је власништву и поменути часопис, наводећи као главни разлог угрожавање приватности. Настојала је да докаже да јој је текст тог чланка нанео велику материјалну штету навевши продуценте на помисао да је намерно сакрила трудноћу како би лакше добијала улоге.
Четири пута се нашла у избору „100 најлепших жена Холивуда“ који спроводи часопис „Пипл“. У избору забавног програма Access Hollywood ушла је у групу од неколико најбоље одевених холивудских глумица у 2007. години. Исте је године постала најбоље плаћена холивудска глумица будући да су јој се хонорари кретали у распону од 15 до 20 милиона долара.

## Приватни живот

### Брак
Видерспун се са америчким глумцем Рајаном Филипијем први пут срела у марту 1997. на прослави њеног двадесет првог рођендана када му се представила речима: „Ти си мој највећи и најлепши рођендански поклон“. Пар се верио у децембру 1998, а венчање је било 5. јуна 1999. у Чарлстону у америчкој савезној држави Јужна Каролина. Имају двоје деце: кћерку Ејву Елизабет, рођену 9. септембра 1999. и сина Дикона Риса, рођеног 23. октобра 2003. године. Како би неко од њих могао увек да буде уз децу, договорили су се убудуће не снимају заједничке филмове.
Осврћући се на наводе појединих медија да је неколико пута са супругом виђена у саветовалиштима за брачне парове, Видерспунова је изјавила: „Ми смо тамо одлазили и пре него што смо се званично венчали. Мени не смета што медији објављују ту информацију, али ми смета што се та информација најчешће објављује у потпуно негативном контексту“. Гостујући у емисији „Шоу Опре Винфри“, у децембру 2005, Видерспунова је истакла: „Да ли ситуација у којој све чините како бисте побољшали свој брак увек мора да буде протумачена у негативном контексту? Зар брак не представља једно дуго путовање? ... Нико није савршен ... Сви ми имамо своје проблеме“! Истог месеца, Видерспунова је изјавила: „Мислим да су у великој невољи сви они који мисле да им је живот савршен, да им је брак величанствен при чему од јавности сакривају не одвећ бајковиту истину.“

### Растанак и развод
У октобру 2006. пар је, након седам година брака, најавио и званичан развод. Следећег месеца Видерспунова је поднела захтев за развод, наводећи као главни узрок непремостиве разлике између супружника. Затражила је да јој суд додели децу на одгајање, али тако да Филипи има пуно право да их виђа кад год пожели. Брачни пар, према ранијем договору, није пристао на судско помирење а договорено је да целокупну имовину (покретну и непокретну) коју су стекли током заједничког живота поделе на једнаке делове. Видерспунова је у тужби одустала од захтева за алиментацију. У септембру 2007. Видерспунова је за часопис „Ел“ први пут јавно говорила о разводу, истичући да је „целокупни процес развода за њу био веома тежак и застрашујући“. Видерспунова и Филипи су се и званично развели 5. октобра 2007. године.
Током 2007. кроз медије се стално „провлачила“ информација о томе да је Рис Видерспун започела љубавну везу са америчким глумцем Џејком Џиленхолом са којим је играла у филму „Прогањање“. Током промотивне турнеје за филм „Прогањање“, овај пар је негирао раније тврдње. Међутим, након што се у октобру 2007. Видерспун и званично развела од Рајана Филипија, у медијима су се појавиле заједничке фотографије Видерспунове и Џиленхола снимљене за време њиховог боравка у Риму. Видерспунова је у марту 2008. коначно потврдила да је у љубавној вези са Џиленхолом која траје још од снимања филма „Прогањање“. У интервјуу америчком издању познатог модног часописа „Вог“, у новембру 2008, Видерспун је изјавила да је „Џиленхол особа која је у свему подржава“.

## Филмографија
| Улоге Рис Видерспун |                              |               |                         | |
| Година              | Српски назив                 | Изворни назив | Улога                   | Напомена |
| 1991.               | Човек на Месецу              |               | Дени Трент              | номинована - Награда удружења чикашких филмских критичара за најбољу младу глумицу номинована - Награда младих уметника за најбољу младу глумицу у играном филму |
| 1991.               | Дивљи цвет                   |               | Ели Перкинс             | |
| 1992.               |                              |               | Кеси                    | |
| 1993.               |                              |               | Нони Паркер             | |
| 1993.               |                              |               | Карен Морис             | Награда младих уметника за најбољу споредну женску улогу |
| 1994.               |                              |               | Венди Фистер            | |
| 1996.               | Ауто-пут                     |               | Ванеса                  | Награда филмског фестивала у Коњаку за најбољу глумицу |
| 1996.               | Страх                        |               | Никол Вокер             | |
| 1998.               | Сумрак                       |               | Мел Амес                | |
| 1998.               | Достава преко ноћи           |               | Ајви Милер              | |
| 1998.               | Плезентвил                   |               | Џенифер Су              | |
| 1999.               | Окрутне намере               |               | Анет Харгрув            | |
| 1999.               | Избор                        |               | Трејси Флик             | |
| 1999.               |                              |               | Лиса                    | |
| 2000.               |                              |               | Холи                    | |
| 2000.               | Амерички психо               |               | Евелин Вилијамс         | |
| 2001.               | Сванова труба                |               | Серена                  | глас |
| 2001.               | Правна плавуша               |               | Ел Вудс                 | МТВ награда за најбољу комичарку МТВ награда за најбољи костим МТВ награда за најбољу реплику номинована - Златни глобус за најбољу главну глумицу (комедија) номинована - МТВ награда за најбољи наступ - жене номинована - Сателит за најбољу глумицу – играни филм (мјузикл или комедија) |
| 2002.               | Важно је звати се Ернест     |               | Сесили Кардев           | |
| 2002.               | Алабама, слатки доме         |               | Мелани Кармајкл         | |
| 2003.               | Правна плавуша 2             |               | Ел Вудс                 | извршни продуцент |
| 2004.               |                              |               | Беки Шарп               | |
| 2005.               | Ход по ивици                 |               | Џун Картер Кеш          | |
| 2005.               | Баш као у рају               |               | Елизабет Мастерсон      | |
| 2007.               | Прогањање                    |               | Изабела Ел–Ибрахими     | |
| 2008.               | Пенелопа                     |               | Ени                     | |
| 2008.               | Четири Божића                |               | Кејт                    | |
| 2009.               | Чудовишта против ванземаљаца |               | Сузан Марфи / Џинормика | глас |
| 2015.               | Врућа потера                 |               | Роуз Купер              | |
| 2016.               | Певајмо                      |               | Росита                  | глас |
| 2021.               | Певајмо 2                    |               | Росита                  | глас |
| 2023.               | Код тебе или код мене?       |               | Деби Дан                | |

### Наступи на телевизији
| Година | Серија     | Улога          | Напомене       |
| ------ | ---------- | -------------- | -------------- |
| 2000.  |            | Деби           | 2 епизоде      |
| 2000.  | Пријатељи  | Џил            | 2 епизоде      |
| 2002.  | Симпсонови | Грета Вулфкесл | глас 1 епизода |